# Георгиу, Флорин
Флорин Георгиу (рум. Florin Gheorghiu; род. 6 апреля 1944, Бухарест) — румынский шахматист, первый румынский гроссмейстер (1965). Журналист. Редактор журнала «Ревиста Ромынэ де шах» («Revista Română de Șah») (с 1980).

## Шахматная карьера
Чемпион мира среди юношей (1963).  В 16 лет стал чемпионом Румынии, повторив это достижение ещё 8 раз (1962, 1964—1967, 1973, 1977 и 1987). 
В составе национальной команды участник 14 олимпиад (1962—1974, 1978—1990), 1-го командного чемпионата мира (1985), 4 чемпионатов Европы, свыше 50 международных матчей. С начала 1960-х годов участвует в соревнованиях на первенство мира, в том числе в 8 зональных турнирах ФИДЕ: Кечкемет (1964) — 7-е; Врнячка-Баня (1967) и Афины (1970) — 4-е; Хельсинки (1972) — 2-е; Врбас (1975) — 1-2-е; Варшава (1978) — 3-4-е; Бэиле-Еркулане (1982) — 4-7-е (в дополнительном матч-турнире — 1-2-е место, с Й. Пинтером); Прага (1985) — 7-8-е места. 
Участник межзональных турниров: Петрополис (1973) — 14-е; Манила (1976) — 10-13-е; Рига (1979) — 5-6-е; Москва (1982) — 11-12-е места.
Участвовал более чем в 100 международных турнирах, в 12 из них занял 1-е место, в том числе: Бухарест (1967), Манила (1969, выиграл все 14 партий), Оренсе (1973), Нью-Йорк (1978), Филадельфия (1979 и 1980), Чикаго и Нови-Сад (1979), Западный Берлин (1984).
В ряде крупных соревнований разделил 1-е место: Белград (1965) — 1-2-е; Гастингс (1967/1968) — 1-4-е; Рейкьявик (1972) — 1-3-е; Торремолинос (1974) — 1-2-е; Филадельфия (1978) — 1-8-е; Лон-Пайн (1979) — 1-4-е; Лондон (1980) — 1-3-е; Пало-Алто (1981) — 1-5-е; Биль (1982 и 1985) — 1-2-е и 1-3-е; Тимишоара и Мендризио (1987) — 1-4-е места.

## Изменения рейтинга
| График не отображается по техническим причинам. Чтобы исправить это, воспроизведите график в новом формате, если это возможно. |